# Liste des maires de Roubaix
Cet article dresse la liste des maires de Roubaix (Nord) depuis la Révolution française.

## Liste des maires

### AuXVIIIesiècle
| Période           | Période           | Identité                          | Étiquette         | Qualité                                                   |
| ----------------- | ----------------- | --------------------------------- | ----------------- | --------------------------------------------------------- |
| 22 janvier 1790   | 14 novembre 1791  | Pierre Constant Joseph Florin     | Républicain       | Député suppléant du Tiers-État aux États généraux de 1789 |
| 14 novembre 1791  | 15 mai 1792       | Floris Marie Joseph Delaoutre     | Club des Jacobins | Négociant                                                 |
| 28 mai 1792       | 19 décembre 1793  | Louis Lepercq                     | Républicain       | Négociant                                                 |
| 20 décembre 1793  | 7 mars 1794       | Jean Baptiste Florin-Vanhoverskel | Républicain       | Filateur                                                  |
| 13 août 1795      | 8 novembre 1795   | Pierre Constantin Joseph Prouvost | Républicain       | Industriel                                                |
| 10 novembre 1795  | 23 mars 1797      | Jean François Delfortrie          | Républicain       | Officier municipal                                        |
| 23 mars 1797      | 15 septembre 1797 | Constantin Florin-Delebecque      | Républicain       | Membre du conseil municipal                               |
| 15 septembre 1797 | 20 octobre 1797   | Pierre-Gilles Toulemonde          | Républicain       | Industriel                                                |
| 20 octobre 1797   | 20 avril 1798     | Philippe Dervaux-Bulteau          | Républicain       | Filateur                                                  |
| 20 avril 1798     | 20 avril 1799     | Floris Marie Joseph Delaoutre     | Républicain       | Négociant                                                 |
| 20 avril 1799     | 1 août 1800       | Hilaire Dervaux-Duforest          | Républicain       | Entrepreneur                                              |

### AuXIXesiècle
Maire de 1802 à 1807 : Delaoutre Floris, membre du conseil d'arrondissement de Lille quitté lors de sa nomination comme maire, manufacturier,.
| Période            | Période           | Identité                                    | Étiquette            | Qualité                              |
| ------------------ | ----------------- | ------------------------------------------- | -------------------- | ------------------------------------ |
| 2 juin 1808        | 27 mai 1815       | Étienne Roussel-Grimonprez                  | Républicain          | Manufacturier                        |
| 27 mai 1815        | 1 septembre 1815  | Adrien Roblin                               | Républicain          | Capitaine Commissaire extraordinaire |
| 1er septembre 1815 | 24 octobre 1821   | Étienne Roussel-Grimonprez                  | Républicain          | Manufacturier                        |
| 24 octobre 1821    | 24 mai 1826       | Basile Bulteau-Florin                       | Républicain          | Filateur Propriétaire                |
| 24 mai 1826        | août 1830         | Alexandre-Cyrille Boyaval                   | Républicain          | Marchand                             |
| 3 septembre 1830   | janvier 1832      | Bonami Pierre Defrenne                      | Républicain          | Filateur                             |
| 3 avril 1832       | 20 juillet 1833   | Jean Baptiste Salembier-Bulteau             | Républicain          | Membre du conseil municipal          |
| 20 juillet 1833    | 9 avril 1834      | Louis Wattine-Wattel                        | Républicain          | Membre du conseil municipal          |
| 9 avril 1834       | 7 juillet 1836    | Auguste Mimerel                             | Républicains modérés | Industriel                           |
| 21 juillet 1836    | 26 décembre 1837  | Jean Baptiste Salembier-Bulteau             | Républicain          | Membre du conseil municipal          |
| 26 décembre 1836   | août 1840         | Floris Defrenne                             | Républicain          | Filateur                             |
| 4 août 1840        | 15 septembre 1840 | Jean Baptiste Screpel-Lefebvre              | Républicain          | Membre du conseil municipal          |
| 1840               | 24 juin 1845      | Jean Baptiste Bossut                        | Républicain          | Commissionnaire en toiles            |
| 24 juin 1845       | 25 février 1846   | Louis Alphonse Constant Joseph Lanvin       | Républicain          | Notaire                              |
| 25 février 1846    | 5 janvier 1848    | Jean Baptiste Salembier-Bulteau             | Républicain          | Membre du conseil municipal          |
| 5 janvier 1848     | 21 février 1848   | Julien Mourmant                             | Républicain          | Négociant                            |
| 21 février 1848    | juillet 1855      | Henri Delattre-Libert                       | Républicain          | Industriel                           |
| 14 décembre 1855   | 28 mai 1856       | Jules Crombé                                | Républicain          | Industriel                           |
| 28 mai 1856        | 9 août 1860       | Louis Gabriel Joseph Tiers-Bonte            | Républicain          | Conseiller municipal                 |
| 14 juillet 1860    | juillet 1867      | Jean-François-Auguste-Joseph Ernoult-Bayart | Républicain          | Propriétaire d'une filature de laine |
| 1867               | 6 février 1871    | Constantin-Achille Descat                   | Centre droit         | Industriel                           |
| 6 février 1871     | 17 avril 1871     | Jules Derégnaucourt                         | Républicain          | Industriel                           |
| 17 avril 1871      | 31 juillet 1871   | Constantin-Achille Descat                   | Centre droit         | Industriel                           |
| 31 juillet 1871    | 16 février 1874   | Jules Derégnaucourt                         | Républicain          | Industriel                           |
| 17 février 1874    | 9 décembre 1876   | Constantin-Achille Descat                   | Centre droit         | Industriel                           |
| 9 décembre 1876    | 16 août 1877      | Alexandre Famechon                          | Républicain          | Agriculteur Négociant                |
| 16 août 1877       | 22 janvier 1878   | Alexandre Bulteau-Lenglet                   | Républicain          | Conseiller municipal d'opposition    |
| 15 février 1878    | 10 mai 1878       | Alexandre Famechon                          | Républicain          | Agriculteur Négociant                |
| 10 mai 1878        | 4 juin 1880       | Charles Daudet                              | Républicain          | Adjoint au maire                     |
| 5 juin 1880        | 18 février 1881   | Jean Baptiste Deleporte-Bayart              | Républicain          | Propriétaire                         |
| 1881               | 1884              | Léon Allart                                 | Républicain          | Industriel Consul de Belgique        |
| 18 mai 1884        | 16 mai 1892       | Julien Lagache                              | Légitimisme          | Industriel                           |
| 15 mai 1892        | 17 décembre 1901  | Henri Carrette                              | POF                  | Cabaretier Marchand de journaux      |

### AuXXesiècle
| Période          | Période                 | Identité            | Étiquette                | Qualité |
| ---------------- | ----------------------- | ------------------- | ------------------------ | --- |
| 26 décembre 1901 | 26 janvier 1902         | Édouard Roussel     | UDR                      | Industriel et ingénieur IDN Conseiller général du canton de Roubaix-Ouest (1928 → 1940)                                                                                       |
| 26 janvier 1902  | 19 mai 1912             | Eugène Motte        | FR                       | Industriel Député de la 7e circonscription de Lille (1898 → 1906) Conseiller général du canton de Roubaix-Est (1895 → 1910)                                                   |
| 19 mai 1912      | 7 mars 1915             | Jean-Baptiste Lebas | SFIO                     | Comptable Conseiller général du canton de Roubaix-Ouest (1910 → 1928) |
| 7 mars 1915      | 21 octobre 1918         | Henri Thérin        | SFIO                     | Tisserand puis cabaretier |
| 21 octobre 1918  | 28 mai 1940             | Jean-Baptiste Lebas | SFIO                     | Comptable Député de la 7e circonscription de Lille (1932 → 1942) Conseiller général du canton de Roubaix-Est (1928 → 1940) Président du conseil général du Nord (1937 → 1940) |
| juin 1940        | 17 août 1941            | Fleuris Vanherpe    | SFIO                     | Cafetier |
| 17 août 1941     | janvier 1942            | Marcel Guislain     | SFIO                     | Médecin et chef de service au centre hospitalier de Roubaix |
| janvier 1942     | mai 1942                | Alphonse Verbeurgt  | SFIO                     | Ouvrier textile et syndicaliste |
| 22 mai 1942      | août 1942               | Charles Bauduin     | SFIO                     | Ouvrier teinturier et cabaretier |
| août 1942        | 13 mars 1977            | Victor Provo        | PS                       | Fonctionnaire territorial Sénateur du Nord (1974 → 1977) Député de la 2e circonscription du Nord (1952 → 1958) Conseiller général du canton de Roubaix-Est (1949 → 1973)      |
| 13 mars 1977     | 6 mars 1983             | Pierre Prouvost     | PS                       | Directeur de société Député de la 7e circonscription du Nord (1978 → 1986) |
| 6 mars 1983      | 18 mai 1994 (démission) | André Diligent      | UDF-CDS                  | Avocat Député européen (1979 → 1984) Sénateur du Nord (1983 → 2001) |
| 28 mai 1994      | 13 mars 2012            | René Vandierendonck | UDF-CDS puis DVG puis PS | Administrateur territorial Sénateur du Nord (2011 → 2017) Conseiller régional du Nord-Pas-de-Calais (2010 → 2011)                                                             |

### AuXXIesiècle
| Période      | Période      | Identité         | Étiquette       | Qualité |
| ------------ | ------------ | ---------------- | --------------- | --- |
| 22 mars 2012 | 30 mars 2014 | Pierre Dubois    | PS              | Ancien chargé de mission |
| 6 avril 2014 | En cours     | Guillaume Delbar | UMP-LR puis DVD | Entrepreneur Conseiller régional des Hauts-de-France (depuis 2015) Vice-président de la région Hauts-de-France (2015-2021) 3e vice-président de la MEL (depuis 2014) |

## Compléments